# Biharsharif
Biharsharif är en stad i delstaten Bihar i Indien, och är administrativ huvudort för distriktet Nalanda. Folkmängden beräknades till cirka 350 000 invånare 2018.